# Ovčarevo (Srbica)
Pour les articles homonymes, voir Ovčarevo.
Açarevë en albanais et Ovčarevo en serbe latin (en serbe cyrillique : Овчарево) est une localité du Kosovo située dans la commune/municipalité de Skenderaj/Srbica et dans le district de Mitrovicë/Kosovska Mitrovica. Selon le recensement kosovar de 2011, elle compte 1 258 habitants, dont une majorité d'Albanais.

## Démographie

### Évolution historique de la population dans la localité
| 1948 | 1953 | 1961 | 1971 | 1981  | 1991  | 2011  |
| ---- | ---- | ---- | ---- | ----- | ----- | ----- |
| 562  | 603  | 790  | 945  | 1 220 | 1 413 | 1 258 |

|  |